# Thoropa petropolitana
Espèce
Synonymes
- Hylodes petropolitanus Wandolleck, 1907

Statut de conservation UICN

 VU B1ab(iii,v)+2ab(ii,iii,iv,v) : Vulnérable
Thoropa petropolitana est une espèce d'amphibiens de la famille des Cycloramphidae.

## Répartition et habitat
Cette espèce est endémique de l'État de Rio de Janeiro au Brésil. Elle se rencontre au-dessus de 800 m d'altitude dans la Serra dos Órgãos. Sa présence est incertaine dans les États de São Paulo et d'Espírito Santo.
Elle vit sur les rochers près des cours d'eau et cascades, dans les forêts tropicales humides et à la lisère des forêts. 

## Étymologie
Son nom d'espèce lui a été donné en référence au lieu de sa découverte, Petrópolis.

## Publication originale
- Wandolleck, 1907 : Einige neue und weniger bekannte Batrachier von Brazilien. Abhandlungen und Berichte des Zoologischen und Anthropologisch-Ethnographischen Museums zu Dresden, vol. 11, no 1, p. 1-15 (texte intégral).